# Theater Nordhausen/Loh-Orchester Sondershausen
Die Theater Nordhausen/Loh-Orchester Sondershausen GmbH, heute auch TNLOS! genannt, ist die größte Kultureinrichtung im Norden des Freistaates Thüringen. Sie entstand durch den Zusammenschluss der Bühnen der Stadt Nordhausen mit dem Loh-Orchester Sondershausen Ende 1991. Mit ca. 200 Beschäftigten ist sie auch einer der größten Arbeitgeber der Region.

## Spielstätten

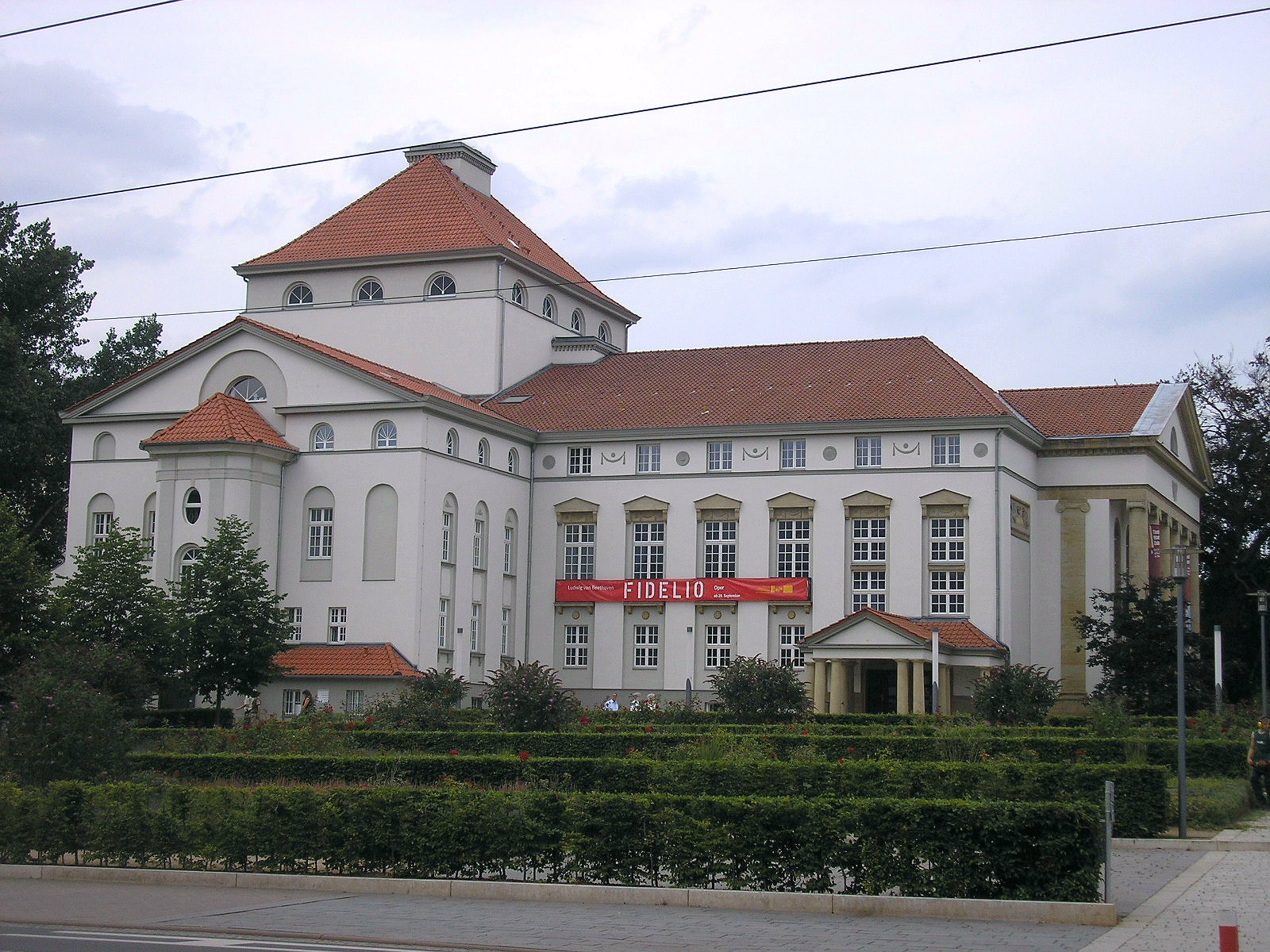
Das Theater Nordhausen (2007)

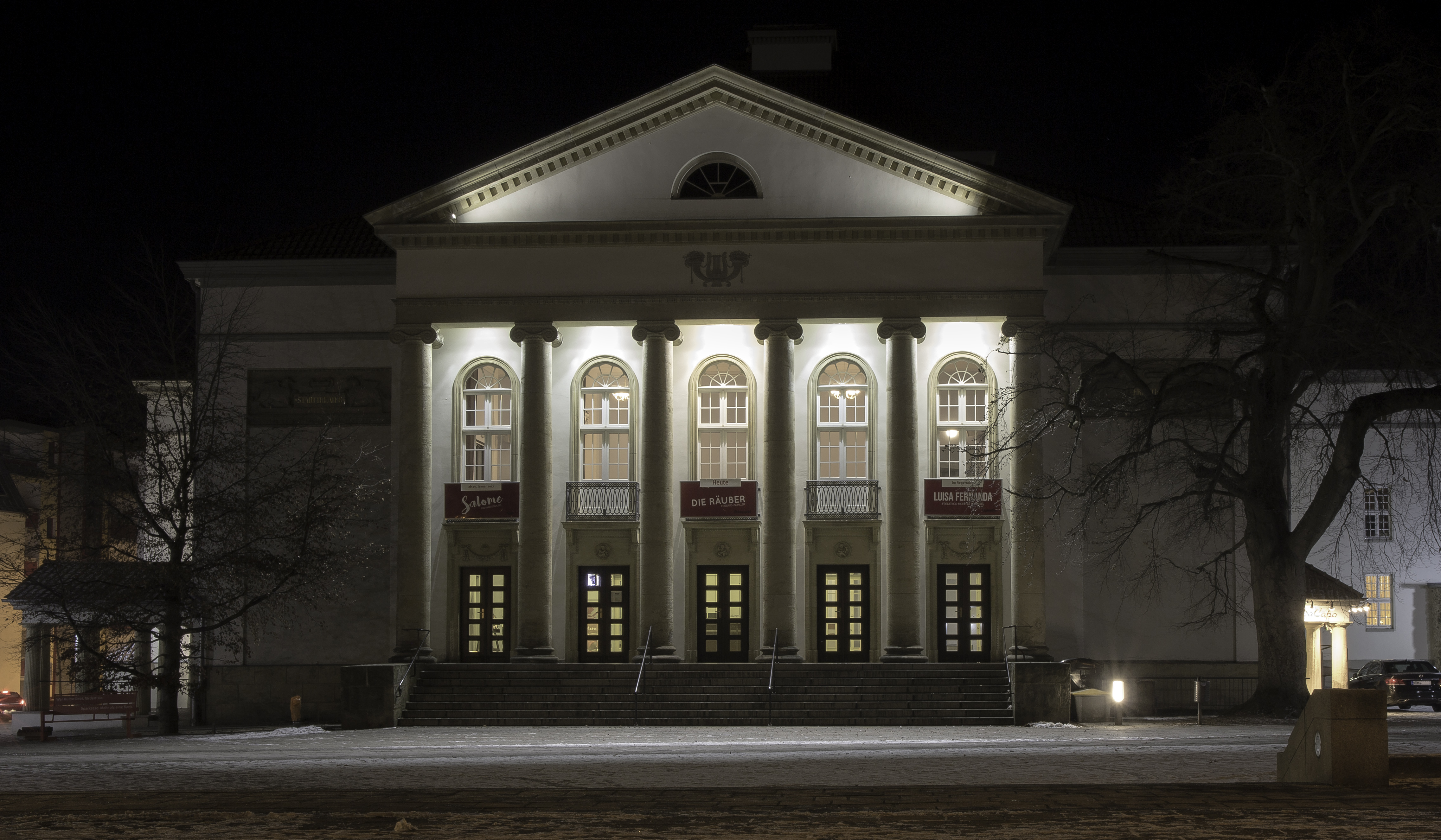
Theater Nordhausen – Abendansicht (2017)

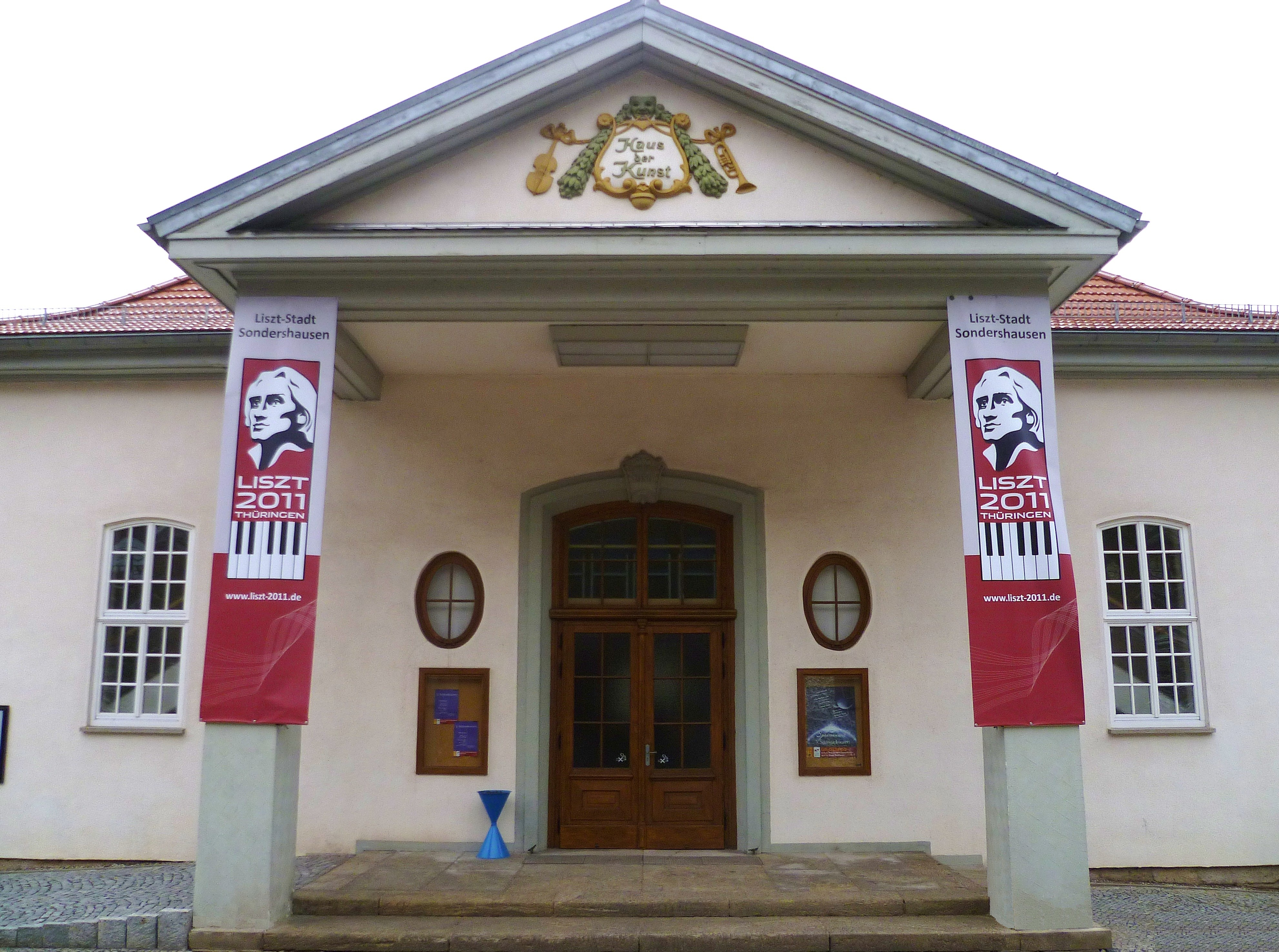
Sondershausen – Haus der Kunst (2011)

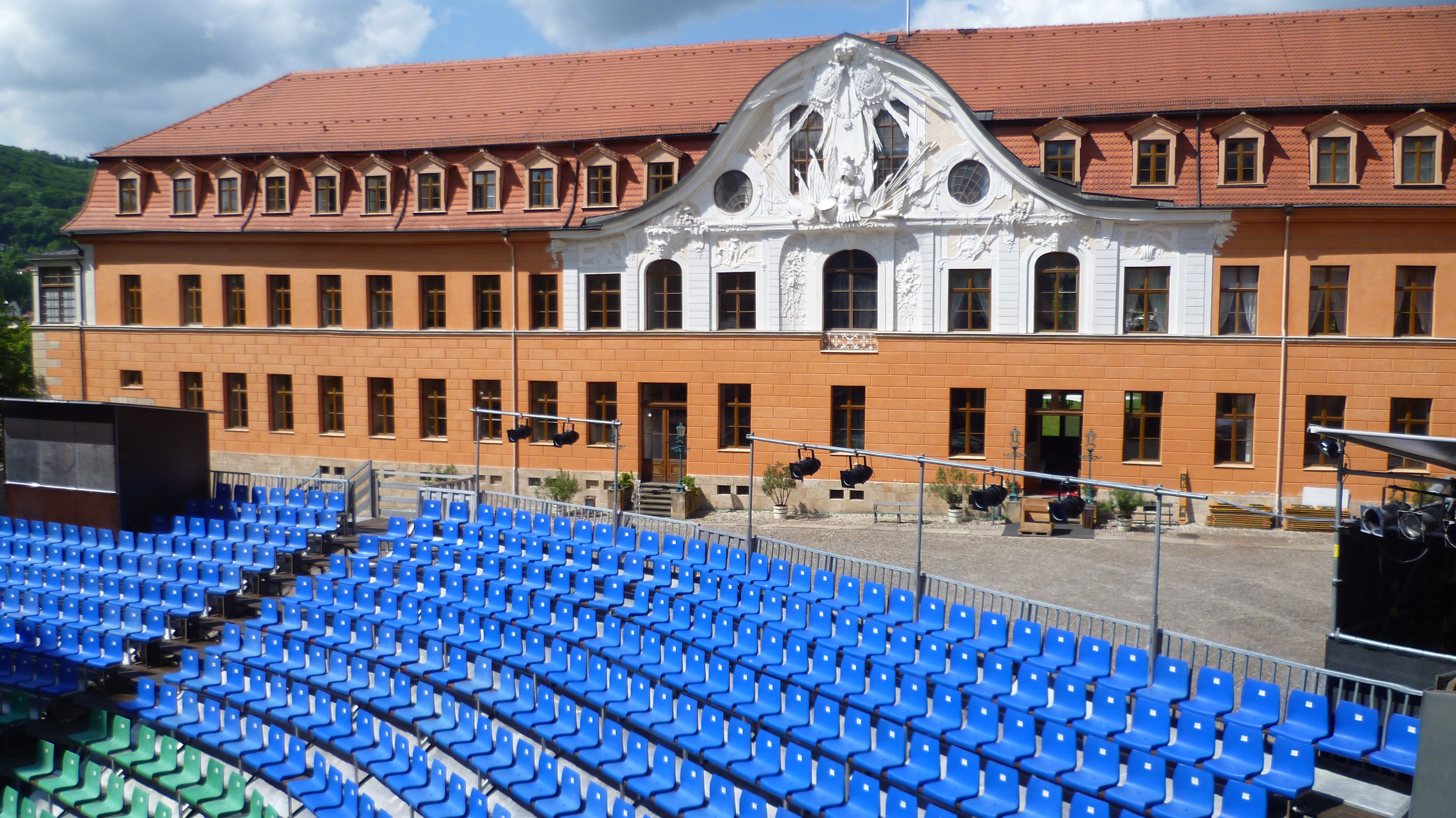
Sondershausen Schlosshof – Tribüne für die Schlossfestspiele im Schlosshof

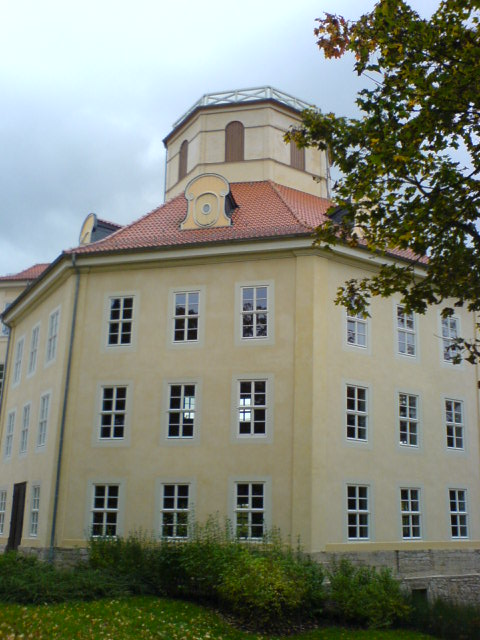
Sondershausen – das Achteckhaus

### Theater Nordhausen
Das Gebäude, das Stadttheater Nordhausen, befindet sich in der Käthe-Kollwitz-Straße 15 in der gleichnamigen Stadt. In der Spielzeit 2017/2018 wurde der 100. Geburtstag des Theaters gefeiert, das am 29. September 1917 mit einem festlichen Programm aus Oper und Schauspiel seine Eröffnung erlebte. Die Stadtväter hatten am 14. Dezember 1912 beschlossen, das alte, marode gewordene, bis 1911 in Privathand befindliche Tivoli-Theater abzureißen und an fast gleicher Stelle ein modern ausgestattetes, neues Stadttheater zu errichten. Mit dem Bau wurde 1913 nach Plänen des Architekten Gustav Ricken (1877–1972) begonnen, der Rohbau war bereits 1914 fertig. Der Erste Weltkrieg verhinderte die schnelle Weiterarbeit, aber nicht die Fertigstellung des modernen Theaters.
Als große Teile Nordhausens im Zweiten Weltkrieg am 3. und 4. April 1945 durch Bombardements in Schutt und Asche fielen, wurde auch das Theater zerstört. Während in Ersatzspielstätten schon bald wieder Aufführungen stattfanden, konnte der 30. Jahrestag der Eröffnung des Theaters 1947 bereits in der Gewissheit des Wiederaufbaus gefeiert werden. Die Stadtverwaltung unter Oberbürgermeister Hans Himmler und das Theaterpersonal konnten die Nordhäuser davon überzeugen, dass es notwendig war, Wohnungen und das Theater gleichzeitig wieder aufzubauen. Am 15. Oktober 1949 wurde das wiedererbaute Stadttheater eröffnet. Auf dem Programm stand "Die Hochzeit des Figaro" von Wolfgang Amadeus Mozart.
In der Spielzeit 1963/1964 schufen sich die Theatermitarbeiter mit dem Bau des Casinos im Keller eine eigene Kantine, die in der Folge zum Theaterrestaurant umgebaut wurde. Heute wird es als "Irodion", als griechisches Restaurant, betrieben.
Ebenfalls in den 1960ern entstand aus dem ehemaligen Malsaal mit dem TuD, dem Theater unterm Dach, eine Studiospielstätte für bis zu 60 Besucher, die bis heute genutzt wird.
1984 wurde das Theater in großem Rahmen renoviert. Während einer neunmonatigen Schließung – das Ensemble trat in Ersatzspielstätten auf – wurden nicht nur Verschönerungsarbeiten an der Fassade und der Haupttreppe sowie im Zuschauerraum vorgenommen, sondern das Haus auch an die Fernwärme angeschlossen, eine Rollstuhlrampe installiert sowie die Be- und Entlüftung erneuert.
Anfang der 2000er Jahre erhielt das Theater neue Lampen und einen neuen Innenanstrich. 2019 wurde das Foyer im 1. Rang mit modernen Sesseln ausgestattet.
Inzwischen haben die Vorarbeiten für die erste große Rekonstruktion seit 1917 und einen Erweiterungsbau für das Theater begonnen. Im September 2024 soll das Haus in neuem Glanz erstrahlen.
Seit 2008 ist auch die "Echter Nordhäuser Traditionsbrennerei" eine Spielstätte des TNLOS! Speziell geschriebene Uraufführungen wie "Prost, Henriette!" von Nico Rabenald, "Trinke! Was klar ist!" von Achim Lenz oder "Veronika, der Korn ist da" von Anette Leistenschneider bereichern das Brennerei-Museum.

### Sondershäuser Spielstätten
Die Stadt Sondershausen als ehemalige Residenz des Fürstentums Schwarzburg-Sondershausen bietet mehrere Spielstätten:
- im Haus der Kunst im Loh 1c,
- im Residenzschloss und seinen zugehörigen Freiflächen

Das Haus der Kunst ist die Heimat des Loh-Orchesters Sondershausen. Hier finden vor allem Sinfoniekonzerte statt und Galaprogramme sowie zur Weihnachtszeit Märchenaufführungen des Kooperationspartners Theater Rudolstadt.
Das Schloss Sondershausen bietet vielfältige Aufführungsorte. So spielt das Loh-Orchester im Blauen Saal seine Reihe der Schlosskonzerte und im Achteckhaus die Loh-Konzerte. Der Riesensaal ist ab und an Kulisse für Sonderkonzerte. Die vom TNLOS! im Auftrag der Stadt Sondershausen seit 2006 jährlich ausgerichteten Thüringer Schlossfestspiele Sondershausen nutzten bisher den Schlosshof, den Lustgarten und die Theaterwiese (auf dem sich bis 1945 ein Sondershäuser Theater befand) für Opern, Operetten, Musicals, Galas, Konzerte und Familienopern.

## Geschichte
Bis ins Jahr 1523 reichen die Quellen, die Theaterspiel in Nordhausen belegen, professionelles Theaterspiel gab es seit 1789. Als erste Oper wurde 1807 "Die Zauberflöte" von Mozart in der Stadt zur Aufführung gebracht.
Im 1917 eröffneten Stadttheater zeigte man in den ersten Spielzeiten Schauspiel und Operette, ab der Saison 1919/1920 auch Opern. Der Spielplan wies immer eine große Zahl moderner Stücke auf, und ein Engagement an diesem Theater erwies sich für die Künstler oft als Sprungbrett an größere Häuser.
Mehrmals stand – nicht nur durch die Zerstörung des Gebäudes im Zweiten Weltkrieg – die Existenz des Theaters auf dem Spiel. So ruinierte die Inflation als Folge der Weltwirtschaftskrise 1929 den privaten Betreiber und gefährdete den Spielbetrieb. Schon in den 1940er Jahren wurde erstmals darüber nachgedacht, mit dem Theater in Sondershausen und seinem Orchester zu fusionieren.
Nach der Wiedereröffnung im Oktober 1949 entwickelte sich das Theater zu einem Mehrsparten-Theater mit Ballett, Schauspiel und Musiktheater. In der DDR waren in diesem Theater etwa 250 Mitarbeiter beschäftigt. 1988 erhielt das Ensemble den DDR-Kulturpreis verliehen.
Die Gründung der GmbH 1991 sicherte sowohl den Bühnen der Stadt Nordhausen als auch dem traditionsreichen Loh-Orchester Sondershausen, das 2019 den 400. Geburtstag seines ersten Nachweises feiert, die weitere Existenz. Gesellschafter der GmbH sind die Stadt Nordhausen, der Landkreis Nordhausen, der Kyffhäuserkreis und die Stadt Sondershausen.
Sparmaßnahmen des Landes Thüringen führten dazu, dass zum Ende der Spielzeit 2003/2004 die Schauspielsparte abgewickelt wurde. Seitdem wird zum eigenen Angebot von Opern, Operetten, Musicals, von Konzerten und Balletten sowie einem umfangreichen Angebot für Kinder und Jugendliche Schauspiel mit dem Ensemble des Kooperationspartners Theater Rudolstadt angeboten. Im Gegenzug zeigt die Theater Nordhausen/Loh-Orchester Sondershausen opern, Operetten, Musicals und Ballette in Rudolstadt bzw. Saalfeld.
2006 stand die Existenz des Theaters erneut zur Debatte. Die Thüringer Landesregierung hatte beschlossen, die Mittel so massiv zu kürzen, dass die Unterhaltung eigener Ensembles nicht mehr möglich gewesen wäre. Eindrucksvolle Bürgerproteste, darunter regelmäßige Kundgebungen in Nordhausen und Sondershausen, an deren Spitze führende Kommunalpolitiker und der Intendant Lars Tietje standen, führten zum Abschluss eines neuen Finanzierungsvertrages, der Nordhausen/Sondershausen als Produktionsstandort für Theater und Konzerte gerettet hat.
Seit der Spielzeit 2016/2017 wird die Theater Nordhausen/Loh-Orchester Sondershausen von Daniel Klajner als Intendant und Geschäftsführer geleitet. Generalmusikdirektor war seitdem Michael Helmrath, ihm folgte 2022 Pavel Baleff. Operndirektorin war seitdem die Regisseurin Anette Leistenschneider, ihr folgte 2022 Benjamin Prins. Das aus 12 Tänzerinnen und Tänzern bestehende Ballett TNLOS! wird seit 2016 von Ballettdirektor und Chefchoreograph Ivan Alboresi geleitet.

## Repertoire
Das Repertoire der Theater Nordhausen/Loh-Orchester Sondershausen vereint ein breites Spektrum in sich, das einen großen Publikumszuspruch zur Folge hat. Neben Werken des klassischen Opern- und Operettenrepertoires (aktuell ab September 2019 u. a. "Madama Butterfly" von Puccini) stehen immer wieder selten gespielte Werke oder Ur- und Erstaufführungen auf dem Spielplan. So zogen bspw. die Opern "Neues vom Tage" von Paul Hindemith 2007 oder "Dialogues des Carmélites" von Francis Poulenc 2018 das Interesse der Opernliebhaber nach Nordhausen. Sehr viel Beachtung fand schon 2004 die Uraufführung der Oper Die Legende von Paul und Paula von Ludger Vollmer nach Ulrich Plenzdorfs ebenso legendärer Vorlage. Das Ballett brachte erfolgreich die Auftragskompositionen "Die Heilige" mit der Musik von René Hirschfeld (Choreographie: Jutta Ebnother) im Jahr 2007 sowie "Die Kraniche des Ibykus" (Choreographie: Ivan Alboresi) 2018 mit der Musik des Composers in Residence Christoph Ehrenfellner zur Uraufführung. Mit "Luisa Fernanda" von Federico Moreno Torroba wurde erstmals eine Zarzuela für das deutsche Theaterrepertoire entdeckt und in Nordhausen in deutscher Sprache erstaufgeführt.
Seit 1995 Dieter Dehms "Stars" in Nordhausen gefeiert wurden, gehören auch Musicals zum Kern des Repertoires. Seit 2005 steht mindestens eins ständig auf dem Spielplan. Neben klassischen Musicals wie Bernsteins "West Side Story" oder Frederick Loewes "My Fair Lady" werden auch Rock-Musicals mit viel Hingabe interpretiert. Zuletzt erfreute sich drei Spielzeiten lang Frank Wildhorns "Dracula" (Inszenierung: Ivan Alboresi) großer Beliebtheit. "The Pirate Queen", das Musical des Erfolgskomponisten Claude-Michel Schönberg; erlebte 2016 in Nordhausen seine deutschsprachige Erstaufführung. Anlässlich des Luther-Jahres 2017 brachte das Theater in der St.-Blasii-Kirche Nordhausen das Musical "Hier stehe ich. Ich kann nicht anders." von Daniel Klajner zur umjubelten Uraufführung. Seit dem Advent 2017 ist das Theater Nordhausen das erste Stadttheater, dem die Aufführungsrechte für das Musical "Vom Geist der Weihnacht" von Dirk Michael Steffan, das zuvor die großen Hallen füllte, eingeräumt wurden.
Neben dem Abendspielplan bietet die Theater Nordhausen/Loh-Orchester Sondershausen ein breites pädagogisches und attraktives Aufführungsangebot für Kinder und Jugendliche. Das Junge Theater unterhält einen aktiven Theaterjugendclub, der mehrere Inszenierungen pro Spielzeit herausbringt und produziert mit Mitgliedern des Theaterensembles Inszenierungen für junge Menschen. Ebenso existiert am Theater Nordhausen mit "Die Silberdisteln" ein Seniorentheater. Hier erarbeiten Laien aus Nordthüringen unter professionellen Bedingungen eine Inszenierung pro Spielzeit.

## Umbau
Der bevorstehende Umbau des Theaters, bei dem erstmals seit der Einweihung 1917 viele technische Details auf der Bühne erneuert werden, bedeutet keine Einstellung des Spielbetriebs im Theater. Während der Anbau für die Werkstätten und das Ballett entsteht, wird im Großen Haus weitergespielt, und wenn dann das Haupthaus rekonstruiert wird, kann im neuen Anbau Theater gezeigt werden.
Der erste Bauabschnitt begann Mitte 2020, und er umfasste den mehrgeschossigen Anbau an der westlichen Seite des Theaters. Nötig wurde er, weil das historische Haupthaus aus allen Nähten platzte. Der Brandschutz und die Arbeitssicherheit für die Theatermitarbeiter waren nicht mehr vollständig gewährleistet. Jetzt werden zusätzliche Lager- und Nutzflächen sowie Büro- und Sanitärräume geschaffen, die für die räumliche Entlastung sorgen. In der hinteren Hälfte des Anbaus ist ein großer Leerraum entstanden, in dem die Interimsspielstätte Platz finden wird.
Im zweiten Bauabschnitt wird das 100-jährige Theatergebäude saniert. Dabei werden der Brandschutz, die Haustechnik, die Bühnentechnik und die Statik ertüchtigt. Das „Theater unterm Dach“ erhält einen 2. baulichen Rettungsweg und kann somit als weitere Spielstätte im Haus erhalten werden.
Weitere Maßnahmen konzentrieren sich auf die barrierefreien Zugänge zu allen Ebenen des Theaters, dies wird durch die Anordnung eines Aufzuges an der Nordseite realisiert. Der Orchestergraben wird erweitert und im Zuschauerraum werden bauliche Veränderungen vorgenommen, die zukünftig die Akustik wesentlich verbessern.
Alle geplanten Maßnahmen sollen bis zum Spielzeitbeginn 2024 abgeschlossen sein.

## Uraufführungen (Auswahl)
- Eva und ihr Moralist – Operette – Musik von Guido Masanetz – Textbuch von Helmut Baierl – Uraufführung: 9. Januar 1958, Theater Nordhausen
- Die Legende von Paul und Paula – Oper – Musik von Ludger Vollmer nach dem Buch von Ulrich Plenzdorf – Uraufführung 2004, Theater Nordhausen
- Bonnie und Clyde – Oper – Musik von Christian Diemer, Libretto von Bianca Sue Henne – Uraufführung April 2017, Theater Nordhausen
- Hier stehe ich. Ich kann nicht anders. - Musical – Libretto und Musik von Daniel Klajner – Uraufführung: 23. April 2017, St.-Blasii-Kirche Nordhausen
- Die Kraniche des Ibykus - Ballett – Komposition von Christoph Ehrenfellner nach der Ballade von Friedrich Schiller – Uraufführung: 16. Februar 2018, Theater Nordhausen

## Auszeichnungen (Auswahl)
- Faustverleihung 2024: Perspektivpreis der Länder für den Theaterjugendclub[8]